# Deutsche Meisterschaften in der Nordischen Kombination 2023

Deutscher Skiverband

Die Deutschen Meisterschaften in der Nordischen Kombination 2023 fanden vom 13. bis 15. Oktober 2023 im Klingenthaler Ortsteil Mühlleithen statt. Der Deutsche Skiverband richtete die Meisterschaften gemeinsam mit dem VSC Klingenthal aus. Max Meinhold und Matthias Looß dienten als Rennleiter. Die Sprungdurchgänge wurden auf der mit Matten belegten Großschanze in der Vogtland Arena (K 125 / HS 140) sowie auf der Normalschanze der Vogtlandschanzen (K 80 / HS 85) ausgetragen. Deutsche Meister wurden Julian Schmid und Nathalie Armbruster im Einzel. Den erstmals vergebenen Meistertitel im Teamsprint der Frauen gewannen Jenny Nowak und Ronja Loh für den Sächsischen Skiverband. Der  Sprungdurchgang beim Teamsprint der Herren wurde nach mehreren windbedingten Unterbrechungen und Verschiebungen abgebrochen.

## Frauen

### Einzel
Der Wettbewerb der Frauen fand am Samstag, 14. Oktober 2023, nach der Gundersen-Methode statt. Mit ihrem Sprung auf 78,5 Metern erzielte Maria Gerboth die größte Weite und lag vor dem Langlauf mit sieben Sekunden Vorsprung auf Nathalie Armbruster in Führung. Auf der Loipe waren Armbruster und Jenny Nowak zeitgleich, aufgrund des Vorsprungs aus dem Springen gewann Armbruster das Rennen. Anne Häckel, Dritte nach dem Springen, war krankheitsbedingt im Langlauf nicht an den Start gegangen. Svenja Würth war aufgrund einer Grippe nicht für den Wettbewerb gemeldet. Insgesamt kamen 14 Athletinnen in die Wertung.
| Platz | Name                   | Verein             | Sprungpunkte | Laufzeit | Rückstand |
| ----- | ---------------------- | ------------------ | ------------ | -------- | --------- |
| 01.   | Nathalie Armbruster    | SV-SZ Kniebis 1928 | 116,2        | 12:49,7  | 12:56,7   |
| 02.   | Jenny Nowak            | SC Sohland         | 110,3        | 12:49,7  | +0:23,0   |
| 03.   | Maria Gerboth          | WSV Schmiedefeld   | 117,9        | 13:36,8  | +0:40,1   |
| 04.   | Ronja Loh              | VSC Klingenthal    | 109,6        | 14:13,0  | +1:49,3   |
| 05.   | Magdalena Burger       | SC Partenkirchen   | 106,7        | 14:06,3  | +1:54,6   |
| 06.   | Fabienne Klump         | SV Baiersbronn     | 102,2        | 14:01,5  | +2:07,8   |
| 07.   | Sophia Maurus          | TSV Buchenberg     | 098,0        | 13:45,8  | +2:09,1   |
| 08.   | Sofia Eggensberger     | SC Oberstdorf      | 088,7        | 13:48,1  | +2:48,4   |
| 09.   | Amelie Steiner         | SC Menzenschwand   | 089,7        | 14:07,0  | +3:03,3   |
| 10.   | Marie Naehring         | SK Winterberg      | 070,2        | 12:56,4  | +3:10,7   |
| 11.   | Elisabeth Strümpfel    | TSG Ruhla          | 095,1        | 14:55,1  | +3:29,4   |
| 12.   | Mara-Jolie Schlossarek | SV Biberau         | 082,1        | 15:01,2  | +4:27,5   |
| 13.   | Kathrin Mark           | SZ Breitnau        | 085,1        | 15:46,3  | +5:00,6   |
| 14.   | Finja Eichel           | WSV Brotterode     | 069,6        | 15:02,1  | +5:18,4   |
| 15.   | Anne Häckel            | VSC Klingenthal    | 110,0        | DNS      |           |

### Teamsprint
Der Teamsprint fand am Sonntag, 15. Oktober 2023, statt. Es gingen sieben Teams an den Start. Alle kamen in die Wertung.
| Platz | Team                       | Namen                               | Sprungpunkte | Laufzeit | Rückstand |
| ----- | -------------------------- | ----------------------------------- | ------------ | -------- | --------- |
| 01.   | Sachsen (SVSAC) I          | Ronja Loh Jenny Nowak               | 214,3        | 25:30,5  | 25:30.5   |
| 02.   | Baden-Württemberg (SBW)    | Fabienne Klumpp Nathalie Armbruster | 192,8        | 25:17,8  | +0:16,3   |
| 03.   | Bayern (BSV) I             | Magdalena Burger Sophia Maurus      | 182,8        | 25:46,1  | +0:57,6   |
| 04.   | (BSV) / (WSV)              | Sofia Eggensberger Marie Naehring   | 145,2        | 25:31,5  | +1:33,0   |
| 05.   | Thüringen (TSV)            | Elisabeth Strümpfel Maria Gerboth   | 196,0        | 27:00,0  | +1:53,5   |
| 06.   | Baden-Württemberg (SBW) II | Kathrin Mark Amelie Steiner         | 154,1        | 28:21,4  | +4:10,9   |
| 07.   | Thüringen (TSV) II         | Finja Eichel Mara-Jolie Schlossarek | 146,3        | 28:19,6  | +4:20,1   |

### Juniorinnen
Der Einzelwettbewerb der Juniorinnen fand am Samstag, 14. Oktober 2023, in der Gundersen-Methode (HS 85/5 km) statt und war in jenem der Frauen integriert. Nathalie Armbruster gewann den Titel der Deutschen Juniorenmeisterin.
| Platz | Name                | Verein             | Sprungpunkte | Laufzeit | Rückstand |
| ----- | ------------------- | ------------------ | ------------ | -------- | --------- |
| 01.   | Nathalie Armbruster | SV-SZ Kniebis 1928 | 116,2        | 12:49,7  | 12:56,7   |
| 02.   | Ronja Loh           | VSC Klingenthal    | 109,6        | 14:13,0  | +1:49,3   |
| 03.   | Magdalena Burger    | SC Partenkirchen   | 106,7        | 14:06,3  | +1:54,6   |

## Männer

### Einzel
Der Einzelwettbewerb fand am Samstag, 14. Oktober 2023, in der Gundersen-Methode (HS 140/10 km) statt. Deutscher Meister wurde Julian Schmid vom SC Oberstdorf. Vereinskollege Vinzenz Geiger ging nicht an den Start, Julius Borgenheimer gab das Rennen auf. Es kamen 32 Athleten in die Wertung, darunter der für den SC Rückershausen startende Niederländer Sean Steenbakkers. Die Schweizer Pascal Müller und Nico Zarucchi trainierten mit dem DSV und nahmen ebenfalls an den Wettkämpfen teil.
| Platz | Name                 | Verein                | Sprungpunkte | Laufzeit | Rückstand |
| ----- | -------------------- | --------------------- | ------------ | -------- | --------- |
| 01.   | Julian Schmid        | SC Oberstdorf         | 142,0        | 22:47,4  | 22:47,4   |
| 02.   | Johannes Rydzek      | SC Oberstdorf         | 129,7        | 22:24,9  | +0:26,5   |
| 03.   | Terence Weber        | SSV Geyer             | 135,2        | 22:49,2  | +0:28,8   |
| 04.   | David Mach           | TSV Buchenberg        | 127,5        | 22:21,6  | +0:32,2   |
| 05.   | Manuel Faißt         | SV Baiersbronn        | 124,0        | 23:14,9  | +1:39,5   |
| 06.   | Fabian Rießle        | SZ Breitnau           | 104,1        | 25:18,4  | +2:31,0   |
| 07.   | Wendelin Thannheimer | SC Oberstdorf         | 114,1        | 23:31,4  | +2:36,0   |
| 08.   | Simon Mach           | TSV Buchenberg        | 114,9        | 23:43,9  | +2:44,5   |
| 09.   | Tristan Sommerfeldt  | WSC Oberwiesenthal    | 123,7        | 24:33,6  | +2:59,2   |
| 10.   | Richard Stenzel      | SC Motor Zella-Mehlis | 117,7        | 24:43,7  | +3:33,3   |
| 11.   | Benedikt Gräbert     | WSV Oberaudorf        | 096,9        | 23:55,6  | +4:08,2   |
| 12.   | Christian Frank      | SK Berchtesgaden      | 107,8        | 24:40,9  | +4:10,5   |
| 13.   | Jan Andersen         | SC Königsbronn        | 098,5        | 24:08,9  | +4:15,5   |
| 14.   | Pascal Müller        | Einsiedler Skiverein  | 088,9        | 23:44,2  | +4:28,8   |
| 15.   | Nick Siegemund       | VSC Klingenthal       | 090,5        | 23:53,4  | +4:32,0   |
| 16.   | Lucas Mach           | TSV Buchenberg        | 093,4        | 24:08,7  | +4:35,3   |
| 17.   | Pirmin Maier         | SC Waldau             | 107,7        | 25:08,7  | +4:38,3   |
| 18.   | Jonathan Gräbert     | WSV Oberaudorf        | 092,3        | 24:43,0  | +5:14,6   |
| 19.   | Pepe Schula          | SSV Geyer             | 072,7        | 23:43,8  | +5:33,4   |
| 20.   | Ansgar Schupp        | TSV Buchenberg        | 094,0        | 25:09,1  | +5:33,7   |

### Junioren
Der Einzelwettbewerb fand am Samstag, 14. Oktober 2023, in der Gundersen-Methode (HS 140/10 km) statt. Er war in jenem der Männer integriert. Deutscher Juniorenmeister wurde Tristan Sommerfeldt.
| Platz | Name                | Verein                | Sprungpunkte | Laufzeit | Rückstand |
| ----- | ------------------- | --------------------- | ------------ | -------- | --------- |
| 01.   | Tristan Sommerfeldt | WSC Oberwiesenthal    | 123,7        | 24:33,6  | 25:46,6   |
| 02.   | Richard Stenzel     | SC Motor Zella-Mehlis | 117,7        | 24:43,7  | +0:34,1   |
| 03.   | Benedikt Gräbert    | WSV Oberaudorf        | 096,9        | 23:55,6  | +1:09,0   |